# Tốc Ca Thất Lý
Tốc Ca Thất Lý (速哥失里; ? - ?), xuất thân bộ lạc Hoằng Cát Lạt thị (弘吉剌氏), là một trong những Hoàng hậu của Nguyên Vũ Tông, Hoàng đế thứ ba của nhà Nguyên, Trung Quốc. Bà là em họ của Chân Ca, Chính cung Hoàng hậu của Vũ Tông.
Năm sinh/mất của Tốc Ca Thất Lý đều không được ghi lại. Theo《Tân Nguyên sử》, bà là con gái Cáp Nhi (哈儿) - cháu của Án Trần Na Diễn (按陳那衍), thủ lĩnh thị tộc Hoằng Cát Lạt. Án Trần có công, được Thành Cát Tư Hãn phong Vương. Thành Cát Tư Hãn còn quy định nữ nhân Hoằng Cát Lạt thị được ưu tiên phong Hậu, nam nhân được ban hôn cho Công chúa. Vì vậy, xuất thân của bà và Chân Ca hoàng hậu có thể nói là khá hiển hách thời bấy giờ.
Sử sách không ghi nhận bà sinh cho Vũ Tông người con nào.